# Excel Girls
Excel Girls est un groupe de deux chanteuses (Yumiko Kobayashi et Mikako Takahashi) formé pour l'anime Excel Saga. Elles sont les interprètes des génériques de début (Ai), de fin (Menchi aishuu no borero) et d'autres chansons créées pour le CD d'Excel Saga (par exemple Futari No Gomen Ne et Kazoku Kaigi).
Elles apparaissent également à quelques reprises dans l'anime où elles interprètent leur propre rôle, sous les noms d'Excel Kobayashi et Mikako Hyatt. Elles tiennent le rôle de cosplay naïves et cherchant la célébrité.